# La tarea
La tarea é um filme de drama mexicano de 1991 dirigido e escrito por Jaime Humberto Hermosillo. Foi selecionado como representante do México à edição do Oscar 1992, organizada pela Academia de Artes e Ciências Cinematográficas.

## Elenco
- José Alonso - Marcelo / Pepe
- María Rojo - Virginia / Maria